# 玉木皓盛
玉木 皓盛（たまき こうせい、2001年6月4日 - ）は、ジャパンラグビーリーグワン日野レッドドルフィンズに所属するラグビー選手。

## プロフィール
- ポジションはフッカー(HO)[1]。
- 身長 177 cm、体重 100 kg

## 略歴
2020年、東福岡高校卒業後、東海大学に加入。
2024年、アーリーエントリーで日野レッドドルフィンズに加入。同年3月2日に行われたJAPAN RUGBY LEAGUE ONE第8節中国電力レッドレグリオンズ戦にて途中出場でリーグワン公式戦初出場を果たした。